# Jafet Uutoni
Jafet Uutoni, auch Japhet Uutoni  (* 29. Juni 1979 in Windhoek, Südwestafrika), ist ein ehemaliger namibischer Boxer.

## Karriere
Uutoni war von 2012 bis 2017 als Profiboxer aktiv. Zuvor feierte er Erfolge als Amateurboxer.
2005 war er namibischer Sportler des Jahres und gewann im Folgejahr die Goldmedaille bei den Commonwealth Games 2006 durch einen Sieg nach Punkten (37:24) im Halbfliegengewicht (bis 48 kg) gegen den Engländer Darren Langley. In der gleichen Gewichtsklasse qualifizierte sich Uutoni auch für die Olympischen Spiele 2008 durch die Goldmedaille beim 1. Afrikanischen Qualifikationsturnier für die Olympischen Spiele 2008.
Bei den 2. Africa Cup of Nations im Jahre 2008 musste er sich im Finale dem Kameruner Thomas Essomba knapp nach Punkten geschlagen geben. Bei den Commonwealth Games 2010 gewann er Silber.